# Diecezja Jhansi
Diecezja Jhansi – diecezja rzymskokatolicka w Indiach. Została utworzona w 1940 jako prefektura apostolska. Diecezja od 1954.

## Ordynariusze
- Francis Xavier Fenech, O.F.M.Cap. † (1946–1967)
- Baptist Mudartha † (1967–1976)
- Frederick D’Souza (1977–2012)
- Peter Parapullil (2012–2024)
- Wilfred Gregory Moras (od 2024)